# Hoofdklasse (vrouwenhandbal) 1975/76
De Hoofdklasse is de hoogste afdeling van het Nederlandse handbal bij de vrouwen op landelijk niveau. In het seizoen 1975/1976 werd Idem/Hellas landskampioen.

## Teams
| Club                  | Plaats     | Provincie     |
| --------------------- | ---------- | ------------- |
| Attila                | Utrecht    | Utrecht       |
| D.V.O.                | Sittard    | Limburg       |
| Idem/Hellas           | Den Haag   | Zuid-Holland  |
| SW/HMS                | Utrecht    | Utrecht       |
| AMC/Niloc             | Amsterdam  | Noord-Holland |
| PSV                   | Eindhoven  | Noord-Brabant |
| Van der Voort Quintus | Kwintsheul | Zuid-Holland  |
| Mora/Swift            | Roermond   | Limburg       |
| Vlugheid en Kracht    | Groningen  | Groningen     |
| Zeeburg               | Diemen     | Noord-Holland |

## Stand
| Pos | Club                  | Wed | Ptn | Opmerking                            |
| --- | --------------------- | --- | --- | ------------------------------------ |
| 1   | Idem/Hellas           | 18  | 36  | Landskampioen                        |
| 2   | Mora/Swift            | 18  | 30  |                                      |
| 3   | Van der Voort Quintus | 18  | 23  |                                      |
| 4   | AMC/Niloc             | 18  | 21  |                                      |
| 5   | SW/HMS                | 18  | 16  |                                      |
| 6   | Attila                | 18  | 13  |                                      |
| 7   | D.V.O.                | 18  | 13  |                                      |
| 8   | Vlugheid en Kracht    | 18  | 11  | Beslissingswedstrijd voor degradatie |
| 9   | PSV                   | 18  | 11  | Beslissingswedstrijd voor degradatie |
| 10  | Zeeburg               | 18  | 6   | Degradatie naar Eerste klasse        |

## Beslissingswedstrijd
Doordat Vlugheid en Kracht en PSV het zelfde aantal punten hadden, moeten ze in één wedstrijd beslissen wie er handhaafde en wie degradeerde.
|  | Vlugheid en Kracht | 8 - 10 | PSV | Jachtlust-sporthal, Twello |
|  |                    |        |     | Jachtlust-sporthal, Twello |
|  |                    |        |     | Jachtlust-sporthal, Twello |

Vlugheid en Kracht degradeert naar de Eerste klasse